# XVI. Zimske olimpijske igre – Albertville 1992.
XVI. Zimske olimpijske igre - Albertville 1992.
XVI. Zimske olimpijske igre su održane 1992. godine u Albertvilleu, u Francuskoj. Ostali gradovi kandidati za domaćina Igara su bili Anchorage, Berchtesgaden, Cortina d'Ampezzo, Lillehammer, Falun i Sofija, ali se MOO odlučio za Albertville.
To su posljednje Zimske olimpijske igre koje su održane u istoj godini kao i Ljetne olimpijske igre. Nakon tih Igara odlučeno je da Ljetne olimpijske igre ostanu u ritmu prijestupnih godina, a Zimske igre su pomaknute za dvije godine. Od tada se Zimske olimpijske igre održavaju u razmaku od dvije godine s ljetnim igrama, svake parne neprijestupne godine.
Zanimljiv je nastup tzv. Ujedinjenog tima, u kojem su sastavu bili natjecatelji iz bivših republika tada već raspadnutog SSSR-a:  Rusije, Ukrajine, Kazahstana, Bjelorusije, Uzbekistana i Armenije. Sličan tim je nastupio i na Ljetnim igrama u Barceloni iste godine, te zatim otišao u povijest.
U natjecateljskom programu su se istaknuli sljedeći pojedinci i momčadi:
- Trkači na skijama iz Norveške su pobijedili u svim utrkama u muškim disciplinama na Igrama. Bjørn Dæhlie i Vegard Ulvang su osvojili svaki po tri zlata.
- Toni Nieminen, skakač na skijama, je s 16. godina postao najmlađi osvajač zlatne medalje na ZOI.
- Mark Kirchner je postao prvi biatlonac koji je osvojio medalju u sve tri discipline tog športa.
- Petra Kronberger je pobijedila u dvije discipline alpskog skijanja: kombinaciji i slalomu.
- Annelise Coberger iz Novog Zelanda je osvojila prvu medalju u povijesti za nekog natjecatelja s južne hemisfere, bilo je to srebro u slalomu.

## Hrvatska na ZOI u Albertvilleu 1992.
Hrvatska je ostvarila prvi samostalni nastup na Olimpijskim igrama (bilo ljetnim ili zimskim) upravo na Igrama u Albertvilleu. Više o tome nastupu pogledajte u članku Hrvatska na ZOI 1992.

## Popis športova
| - alpsko skijanje - biatlon - bob - brzo klizanje - brzo klizanje na kratkim stazama |  | - hokej na ledu - nordijsko skijanje: - skijaško trčanje - nordijska kombinacija - skijaški skokovi |  | - sanjkanje - slobodno skijanje - umjetničko klizanje |

Demonstracijski športovi su bili curling, te pojedine discipline slobodnog skijanja: figure, balet i brzo skijanje.

## Popis podjele medalja
(Medalje domaćina posebno istaknute)
| Zimske olimpijske igre Albertivlle 1992. | Zimske olimpijske igre Albertivlle 1992. | Zimske olimpijske igre Albertivlle 1992. | Zimske olimpijske igre Albertivlle 1992. | Zimske olimpijske igre Albertivlle 1992. | Zimske olimpijske igre Albertivlle 1992. |
| ---------------------------------------- | ---------------------------------------- | ---------------------------------------- | ---------------------------------------- | ---------------------------------------- | ---------------------------------------- |
| Plasman                                  | Država                                   | Zlato                                    | Srebro                                   | Bronca                                   | Ukupno                                   |
| 1                                        | Njemačka                                 | 10                                       | 10                                       | 6                                        | 26                                       |
| 2                                        | Ujedinjeni tim                           | 9                                        | 6                                        | 8                                        | 23                                       |
| 3                                        | Norveška                                 | 9                                        | 6                                        | 5                                        | 20                                       |
| 4                                        | Austrija                                 | 6                                        | 7                                        | 8                                        | 21                                       |
| 5                                        | SAD                                      | 5                                        | 4                                        | 2                                        | 11                                       |
| 6                                        | Italija                                  | 4                                        | 6                                        | 4                                        | 14                                       |
| 7                                        | Francuska                                | 3                                        | 5                                        | 1                                        | 9                                        |
| 8                                        | Finska                                   | 3                                        | 1                                        | 3                                        | 7                                        |
| 9                                        | Kanada                                   | 2                                        | 3                                        | 2                                        | 7                                        |
| 10                                       | Južna Koreja                             | 2                                        | 1                                        | 1                                        | 4                                        |
| 11                                       | Japan                                    | 1                                        | 2                                        | 4                                        | 7                                        |
| 12                                       | Nizozemska                               | 1                                        | 1                                        | 2                                        | 4                                        |
| 13                                       | Švedska                                  | 1                                        | 0                                        | 3                                        | 4                                        |
| 14                                       | Švicarska                                | 1                                        | 0                                        | 2                                        | 3                                        |
| 15                                       | Kina                                     | 0                                        | 3                                        | 0                                        | 3                                        |
| 16                                       | Luksemburg                               | 0                                        | 2                                        | 0                                        | 2                                        |
| 17                                       | Novi Zeland                              | 0                                        | 1                                        | 0                                        | 1                                        |
| 18                                       | Čehoslovačka                             | 0                                        | 0                                        | 3                                        | 3                                        |
| 19                                       | Sjeverna Koreja                          | 0                                        | 0                                        | 1                                        | 1                                        |
| 19                                       | Španjolska                               | 0                                        | 0                                        | 1                                        | 1                                        |
|                                          | Ukupno                                   | 57                                       | 58                                       | 56                                       | 171                                      |